# Sussex Carol
Il Sussex Carol, conosciuto anche come On Christmas Night True Christians Sing o On Christmas Night All Christians Sing (dal primo verso), è una tradizionale carola natalizia inglese.

## Storia
Il testo e la melodia vennero pubblicati per la prima volta da un vescovo irlandese di nome Luke Wadding in una raccolta musicale intitolata Small Garland of Pious and Godly Songs. Se Wadding fosse o meno l'autore del canto, non è, ad ogni modo, dato sapere.
Il brano venne “scoperto” agli inizi del XX secolo da Cecil Sharp e da Ralph Vaughan Williams, che lo trascrissero dopo averlo sentito cantare da una certa Harriet Verral di Monk's Gate nel Sussex (da cui il titolo Sussex Carol) e lo pubblicarono nel 1919, rendendolo popolare in quella versione del testo e della melodia.

## Testo
Il testo si compone di 4 strofe, di 6 versi ciascuna e dice che la notte di Natale tutti i cristiani cantano per sentire l'annuncio degli angeli:
On Christmas night all Christians sing
To hear the news the angels bring.
On Christmas night all Christians sing
To hear the news the angels bring.
News of great joy, news of great mirth,
News of our merciful King's birth.
Then why should men on earth be so sad,
Since our Redeemer made us glad?
Then why should men on earth be so sad,
Since our Redeemer made us glad,
When from our sin he set us free,
All for to gain our liberty?
When sin departs before His grace,
Then life and health come in its place.
When sin departs before His grace,
Then life and health come in its place.
Angels and men with joy may sing
All for to see the new-born King.
All out of darkness we have light,
Which made the angels sing this night.
All out of darkness we have light,
Which made the angels sing this night:
"Glory to God and peace to men,
Now and for evermore, Amen!"

## Versioni discografiche
Il brano è stato inciso, tra gli altri, da: Mormon Tabernacle Choir e The King's Singers; Maddy Prior; John Rutter e le Cambridge Sisters (1989); Jon Schmidt (2004); ecc.